# Кугу-Ер
Кугу-Ер (мар. Кугуер) — озеро в Волжском районе Марий Эл, Россия.
Лежит на высоте 73 м над уровнем моря в окружении сосново-берёзовых лесов. Вытянуто с востока на запад. Через озеро протекает река Петьялка. Глубина озера достигает 7-8 м. Длина — 1,5 км.
Находится южнее границы территории национального парка «Марий Чодра». Озеро по происхождению карстовое.